# Flexamia reflexus
Flexamia reflexus är en insektsart som beskrevs av Henry Fairfield Osborn och Ball 1897. Flexamia reflexus ingår i släktet Flexamia och familjen dvärgstritar. Inga underarter finns listade i Catalogue of Life.